# Happy Xmas (음반)
《Happy Xmas》는 영국의 싱어송라이터 에릭 클랩튼의 첫 번째 크리스마스 음반이자 2018년 10월 12일, 발매된 그의 스물한 번째 솔로 스튜디오 음반이다. 크리스마스 테마곡 13개 커버(유럽 재발매 15개), 잘 알려진 곡과 비교적 잘 알려지지 않은 곡 모두 블루스 스타일로 편곡되었으며, 클랩튼과 프로듀서 사이먼 클리미의 새로운 작곡 한 곡이 포함되어 있다.

## 구성
프로듀서이자 음악가인 사이먼 클리미와의 긴 인터뷰에서 발췌한 23분짜리 텔레비전 스페셜 《A Clapton Christmas》에서 클랩튼은 음반의 원래 영감은 음반이 제작되기 약 3년 전에 그의 아내 멜리아로부터 왔다고 말한다. 연말연시를 맞아 남편이 매년 휴대폰으로 만들어가는 크리스마스 테마의 플레이리스트를 듣고 있던 그녀는 어느 날 남편에게 "크리스마스 음반을 하는 게 어때요?"라는 메시지를 남겼다. 클랩튼은 처음에는 그가 좋아하는 많은 아티스트들이 그 이전에도 그랬듯이 꺼려했지만, 대부분의 트랙에 대한 파격적인 조화와 편곡을 생각해낸 피아니스트이자 키보디스트 월트 리치먼드(트랙터스 출신)와 작업을 시작한 후 확신했다.
〈For Love on Christmas Day〉는 2018년 초에 클랩튼이 사이먼 클리미의 단편적인 곡을 완성하고 가사를 쓴 "Living in a Dream World"로 쓰여졌다. 당시 이 음반은 크리스마스 음반이 아니라 정규 스튜디오 음반으로 되어 있었다. 그렇게 만들기로 결정한 클랩튼은 마지막 구절에서 "Christmas"라는 단어를 포함하는 유일한 가사 두 줄을 바꾸었다.
〈Home for the Holidays〉와 〈It's Christmas〉는 미국의 솔 가수 앤서니 해밀턴의 2014년 휴가 테마 음반인 《Home for the Holidays》에서 따왔다. 클랩튼은 스포티파이에서 그의 음악을 발견했고 그를 "지구상에서 가장 훌륭한 솔 가수"라고 불렀다.

## 커버 아트
만화적이고 어린아이 같은 그림으로 구성된 이 음반의 커버 아트는 클랩튼이 호텔에서 발견한 종이에 매우 빠르게 모든 것을 초안하여 만들었다. 앞면 커버에는 클랩튼을 희미하게 닮은 산타 캐릭터가 그려져 있으며, 안쪽 스프레드에는 네 개의 뾰족한 크리스마스 별 아래 순록이 끄는 산타 썰매와 크리스마스 트리가 포함되어 있다. 클랩튼은 클랩튼과의 인터뷰에서 이 작품이 진실을 밝히기 전에 실패한 시도의 "수개월, 수개월"이 걸렸다고 농담한다. 그는 또한 자신이 뛰어난 화가로서 자신의 음반 몇 장을 위해 자신의 커버 아트를 고안한 밥 딜런에게서 영감을 받았다고 말한다. 앞면 커버의 "Happy Xmas"/"E.C." 글자와 뒷면의 트랙 리스트 전체가 클랩튼의 친필로 쓰여져 있다.

## 곡 목록
| #   | 제목                                               | 작사·작곡                                   | 재생 시간 |
| --- | -------------------------------------------------- | ------------------------------------------- | --------- |
| 1.  | 〈White Christmas〉                                | 어빙 벌린                                   | 2:58      |
| 2.  | 〈Away in a Manger (Once in Royal David's City)〉  | 민요, 윌리엄 J. 커크패트릭                  | 4:44      |
| 3.  | 〈For Love on Christmas Day〉                      | 에릭 클랩튼, 사이먼 클리미, 데니스 모건     | 3:36      |
| 4.  | 〈Everyday Will Be Like a Holiday〉                | 윌리엄 벨, 부커 T. 존스                     | 3:38      |
| 5.  | 〈Christmas Tears〉                                | R. C. 윌슨, 소니 톰슨                       | 4:22      |
| 6.  | 〈Home for the Holidays〉                          | 앤서니 해밀턴, 켈빈 우튼                    | 4:00      |
| 7.  | 〈Jingle Bells (In Memory of Avicii)〉             | 제임스 로드 피어폰트                        | 5:58      |
| 8.  | 〈Christmas in My Hometown〉                       | 소니 제임스                                 | 2:51      |
| 9.  | 〈It's Christmas〉                                 | 해밀턴, 우튼, 브랜든 데이비스               | 4:43      |
| 10. | 〈Sentimental Moments〉                            | 프리드리히 홀랜더, 랄프 프리드              | 4:06      |
| 11. | 〈Lonesome Christmas〉                             | 로이드 글렌, 로웰 풀슨                      | 3:51      |
| 12. | 〈Silent Night〉                                   | 프란츠 자버 그루버, 조셉 모어, 존 프리먼 영 | 4:02      |
| 13. | 〈Merry Christmas Baby〉                           | 루 백스터, 조니 무어                        | 4:11      |
| 14. | 〈Have Yourself a Merry Little Christmas〉         | 랄프 블레인, 휴 마틴                        | 3:31      |
| 15. | 〈A Little Bit of Christmas Love (보너스 트랙)〉   | 로스코 고든                                 | 2:44      |
| 16. | 〈You Always Hurt the One You Love (보너스 트랙)〉 | 앨런 로버츠, 도리스 피셔                    | 3:58      |